# Glikolna nukleinska kiselina
Glikolna nukleinska kiselina (GNK) je polimer sličan DNK ili RNK molekulima. Ona se razlikuje po sastavu osnove polimera. Glikolne nukleinske kiseline se ne javljaju u prirodi, već se sintetišu hemijskim putem. GNK je verovatno najjednostavnija nukleinska kiseline, te je hipotetični prekurzor RNK.
Ueda et al. su prvi pripremili 2,3-dihidroksipropilnukleozidne analoge 1971. Pokazano je da fosfatno vezani oligomeri analoga ne manifestuju hipohromični efekat u prisustvu RNK i DNK u rastvoru (Seita et al. 1972). Pripremu polimera su kasnije opisali Kuk et al. (1995, 1999), kao i Akevedo i Andrus (1996). Samostalno uparivanje GNK dimera putem specifičnih interakcija su opisali Zang i Megers.
DNK i RNK imaju dezoksiriboznu i riboznu šećernu osnovu, respektivno, dok se GNK osnova sastoji od ponavljajućih glikolnih jedinica povezanih fosfodiestarskim vezama. Glikolna jedinica sadrži tri atoma ugljenika. Votson-Krikovo sparivanje baza je znatno stabilnije kod GNK nego kod DNK i RNK. Za rastvaranje DNK dupleksa je neophodna povišena temperatura.

## Literatura
- Zhang Lilu; Peritz Adam; Meggers Eric (2005). „A simple glycol nucleic acid”. J Am Chem Soc. 127 (12): 4174—5. PMID 15783191. doi:10.1021/ja042564z.
- Seita, Tooru; Yamauchi, Kiyoshi; Kinoshita, Masayoshi; Imoto, Minoru. Condensation polymerization of nucleotide analogues.  Die Makromolekulare Chemie (1972), 154:255-261.
- Ueda, Nasuo; Kawabata, Toshio; Takemoto, Kiichi. Synthesis of N-(2,3-dihydroxypropyl) derivatives of nucleic bases. Journal of Heterocyclic Chemistry (1971), 8(5), 827-9.
- Acevedo, Oscar L.; Andrews, Robert S. Synthesis of propane-2,3-diol combinatorial monomers. Tetrahedron Letters (1996), 37(23), 3931-3934.
- Cook, Phillip Dan; Acevedo, Oscar L.; Davis, Peter W.; Ecker, David J.; Hebert, Normand. Synthesis of acyclic oligonucleotides as antiviral and antiinflammatory agents and inhibitors of phospholipase A2. PCT Int. Appl. (1995), 126 pp. WO 9518820 A1 19950713 CAN 124:30276 AN 1995:982328
- Cook, Phillip Dan; Acevedo, Oscar L.; Davis, Peter W.; Ecker, David J.; Hebert, Normand. Preparation of ethylene glycol phosphate linked oligodeoxyribonucleotides as phospholipase A2 inhibitors. U.S. (1999), 39 pp., Cont.-in-part of U.S. Ser. No. 179,970. CODEN: USXXAM US 5886177 A 19990323 CAN 130:237811 AN 1999:205354

## Spoljašnje veze
- Jednostavnija od DNK